# Mountain City (Tennessee)
Mountain City é uma cidade  localizada no estado norte-americano de Tennessee, no Condado de Johnson.

## Demografia
Segundo o censo norte-americano de 2000, a sua população era de 2383 habitantes.
Em 2006, foi estimada uma população de 2402, um aumento de 19 (0.8%).

## Geografia
De acordo com o United States Census Bureau tem uma área de
8,6 km², dos quais 8,6 km² cobertos por terra e 0,0 km² cobertos por água. Mountain City localiza-se a aproximadamente 661 m acima do nível do mar.

## Localidades na vizinhança
O diagrama seguinte representa as localidades num raio de 32 km ao redor de Mountain City.